# 주타지키스탄 대한민국 대사관
주타지키스탄 대한민국 대사관(타지크어: Сафорати Ҷумҳурии Корея дар Тоҷикистон, 러시아어: Посольство Республики Корея в Республике Таджикистан)은 2021년 타지키스탄 두샨베에 개설된 대한민국 외교부 소속의 대사관이다.

## 역사
대한민국과 타지키스탄은 1992년 4월 외교 관계를 수립한 이후 한동안 주우즈베키스탄 대한민국 대사관이 타지키스탄을 관할하였다. 이후 2008년 두샨베 분관이 개설되었으며, 2021년 11월 30일 두샨베 분관이 대사관으로 승격되었다. 이로써 대한민국은 중앙아시아 5개국 모두에 대사관을 설치하게 되었다.

## 같이 보기
- 주한 타지키스탄 대사관
- 대한민국의 재외공관 목록
- 타지키스탄 주재 외국공관 목록
- 대한민국-타지키스탄 관계